# Tuzla-Massaker

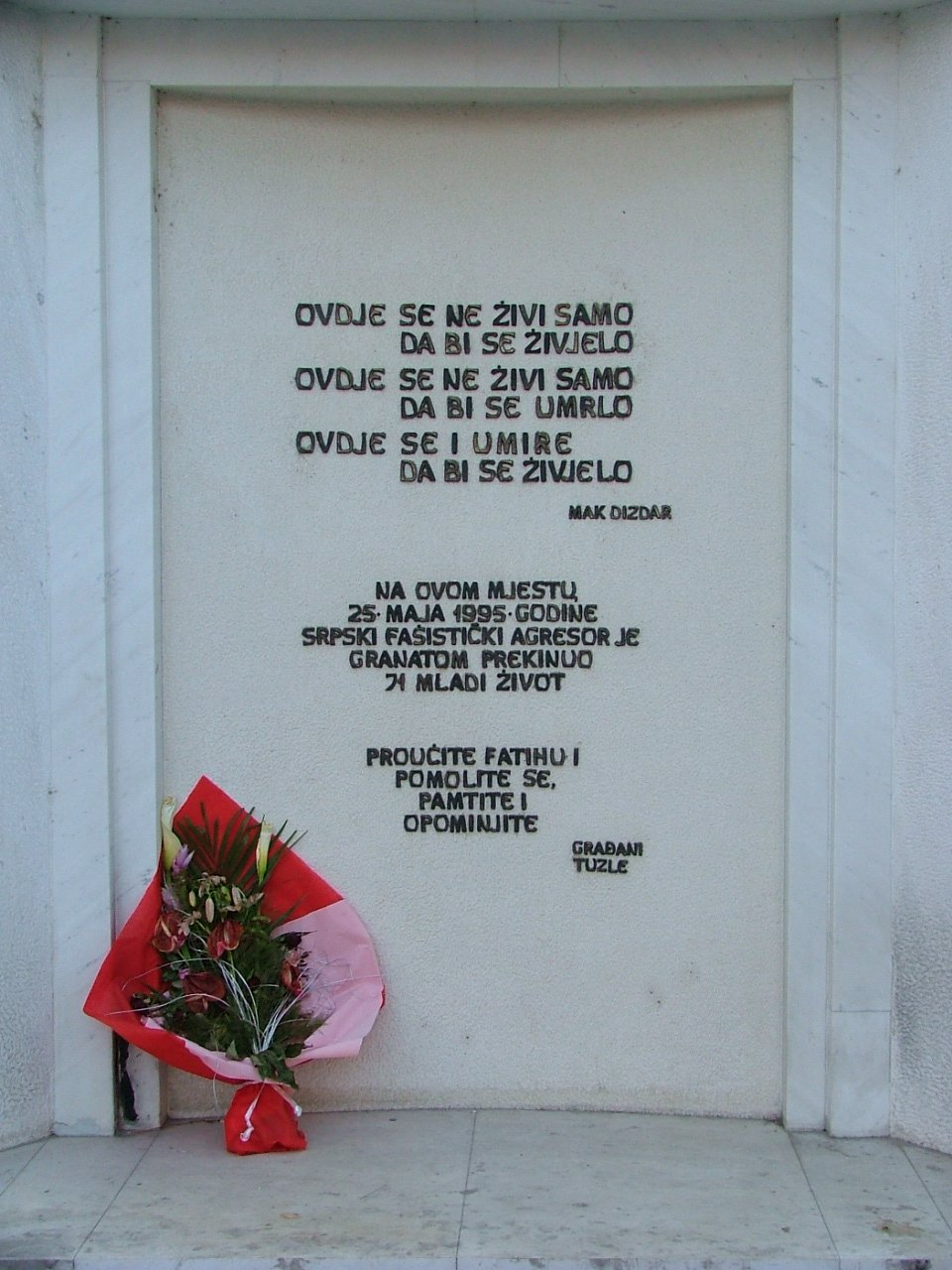
Denkmal für die Opfer der Explosion

Das Tuzla-Massaker (bosnisch Masakr na Kapiji) ereignete sich während des Bosnienkrieges am 25. Mai 1995 durch den Einschlag einer serbischen Artilleriegranate in der zur UN-Schutzzone erklärten Industriestadt Tuzla, im Nordosten von Bosnien und Herzegowina. Der Beschuss des Stadtteils Kapija war mit 71 Todesopfern und 173 Verletzten der opferreichste durch eine einzelne Granate verursachte Massenmord des Bosnienkrieges.

## Vorgeschichte
Tuzla wurde nach Ausbruch des Bosnienkrieges von Truppen der Republika Srpska belagert. Die Stadt selbst war mehrheitlich von Bosniaken und Kroaten bewohnt, die gemeinsam die Stadt regierten und verteidigten. Tuzla ist nicht nur eine der größten Städte in Bosnien-Herzegowina, sondern zählte aufgrund seiner reichhaltigen Kohle- und Salzvorkommen zu den wirtschaftlich bedeutendsten Zentren des Landes. Da Tuzla nie so heftig beschossen wurde wie andere belagerte Städte in Bosnien und Herzegowina, stieg die Einwohnerzahl durch Flüchtlinge von etwa 130.000 auf 170.000. Granatangriffe hatte es vor dem Massaker fast ausschließlich auf den von der UN genutzten Flughafen der Stadt gegeben.
Am 6. Mai 1993 beschloss der Sicherheitsrat der Vereinten Nationen, die von bosnisch-serbischen Truppen belagerten Städte Bihać, Goražde, Sarajevo, Tuzla und Žepa zu UN-Schutzzonen zu erklären. Von allen Kriegsparteien wurde gefordert, die bewaffneten Angriffe und feindseligen Akte in diesen Gebieten einzustellen und die Schutzzonen als sichere Gebiete zu betrachten. Gleichzeitig wurden die bosnisch-serbischen Verbände zum Rückzug aus den Schutzzonen aufgefordert, was diese jedoch vielerorts ignorierten. Zu den schwersten Kämpfen um Tuzla kam es in den Jahren 1993 und 1994, als es den bosnisch-serbischen Truppen für zehn Monate gelang, die Stadt vollständig einzuschließen.

## Massaker

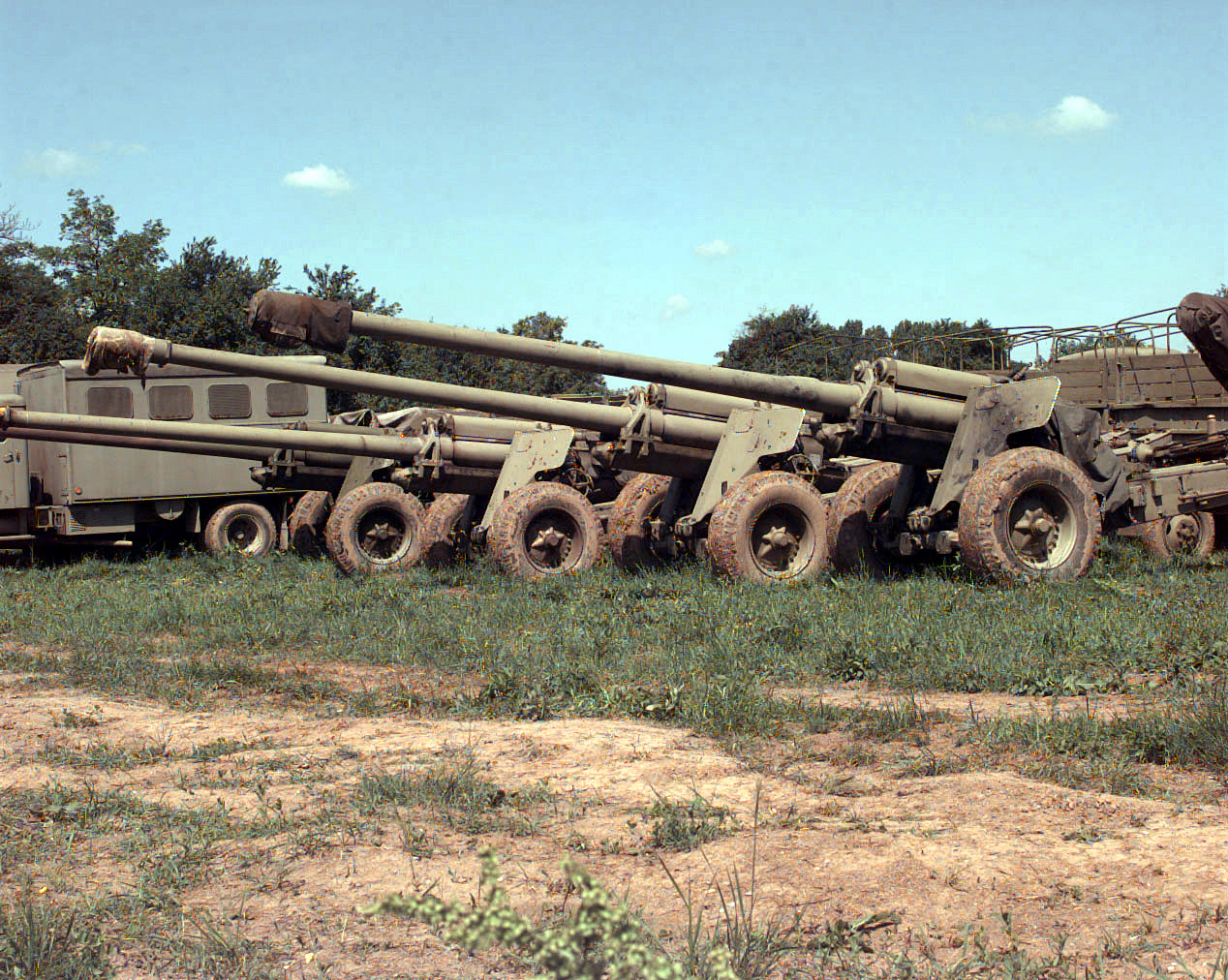
M-46-Kanonen der VRS

Am 25. Mai 1995 wurde der Tag der Jugend gefeiert. Es war zudem der erste warme Tag seit Wochen, weshalb sich viele meist junge Menschen zum Ausgehen verabredeten. Im Stadtteil Kapija in der Altstadt tummelten sich abends etwa 1000 bis 1500 Menschen. Gegen 20:55 Uhr, knapp eine Stunde bevor sämtliche Lokale wegen einer verhängten Ausgangssperre schlossen, schlug eine 130-mm-Artilleriegranate in den Stadtteil ein und detonierte auf einer gepflasterten Kreuzung vor mehreren Cafés und Geschäften. Durch die Explosion wurden 71 Zivilisten getötet, 106 weitere schwer und 67 weitere leicht verletzt. Die meisten der Todesopfer waren zwischen 15 und 26 Jahre alt, nur acht der Getöteten waren älter als 30. Das jüngste Opfer war ein zweijähriger Junge.
Nach Untersuchungen lokaler Behörden und der UN wurde die Granate als eine 130-mm-Sprenggranate M79 mit Aufschlagzünder identifiziert, die bei der Explosion eine natürliche Splitterwirkung von 4000 bis 6800 Fragmenten bildet. Abgefeuert wurde sie von einer in der Sowjetunion hergestellten 130-mm-Kanone M-46 in oder nahe der Ortschaft Panjik am Berg Ozren. Dieser Ort befindet sich ca. 25 km westlich der Stadt und wurde zu diesem Zeitpunkt von der „Taktička Grupa Ozren“ (Taktische Einheit Ozren) der Armee der Republika Srpska gehalten.

## Hintergründe und Verfahren
Als Auslöser des Beschusses gilt ein am selben Tag durchgeführter NATO-Luftangriff auf zwei Munitionslager der bosnisch-serbischen Truppen bei Pale, nahe dem Hauptquartier der bosnisch-serbischen Armee. Dieser war erfolgt, nachdem bosnisch-serbische Truppen die 20 km Ausschlusszone um die Stadt Sarajevo verletzt hatten. Nach dem Beschuss von Tuzla flog die NATO einen erneuten Luftangriff auf die Munitionslager, während die bosnische Regierungsarmee Angriffe auf serbische Stellungen bei Tuzla durchführte. Da die bosnisch-serbischen Truppen weiterhin mit Angriffen auf zivile Ziele reagierten und nun auch UN-Soldaten als Geiseln nahmen, wurden weitere Luftangriffe ausgesetzt, um eine Eskalation zu verhindern. Den bosnischen Regierungstruppen fehlte es vor allem an Bewaffnung und Ausrüstung, um den Belagerungsring von Tuzla zu zerschlagen. Der Krieg endete schließlich offiziell im November 1995 durch das Abkommen von Dayton. 
Der Befehlshaber der „Taktischen Einheit Ozren“ während des Beschusses, General Novak Đukić, wurde Anfang November 2007 von der State Investigation and Protection Agency (SIPA) verhaftet und in Bosnien vor Gericht gestellt. Während seiner Anhörung am 14. Januar 2008 plädierte Đukić in Bezug auf alle Anschuldigungen gegen ihn auf nicht schuldig. Am 12. Juni 2009 wurde er in erster Instanz wegen des Kriegsverbrechens gegen die Zivilbevölkerung von Tuzla zu 25 Jahren Freiheitsstrafe verurteilt. Dieses Urteil wurde am 10. September 2010 durch das Berufungsgericht bestätigt.
2009 erstattete der Gemeinderat von Tuzla Strafanzeige gegen den Ministerpräsidenten der Republika Srpska, Milorad Dodik. Dieser hatte zuvor bei einer Kundgebung erklärt, die bosnische Armee habe das Tuzla-Massaker an der eigenen Bevölkerung verübt, um die Tat den Belagerern anzuhängen und internationale Reaktionen gegen die bosnischen Serben auszulösen. Die Äußerung Dodiks wurde von internationalen Vertretern in Sarajevo als „unannehmbar und unverzeihlich“ kritisiert.